# SUMMER SONG
「SUMMER SONG」（サマー・ソング）は、日本のシンガーソングライター・YUIのメジャー12作目（通算13作目）のシングル。

## 概要
- 前作「Namidairo」から約5か月ぶりのシングル。
- 今作から前作までアーティストプロデュースを務めていた村上葉子が外れた。
- 表題曲は「I remember you」以来6作ぶりにノンタイアップとなった[1]。
- ジャケットが異なる初回生産限定盤と通常盤の2形態で発売され、初回生産限定盤には特典として表題曲とカップリング2曲目のミュージック・ビデオを収録したDVD、オリジナルの夏版カレンダーと暑中見舞いはがきが同梱された[2][3]。今作で初めて弾き語りによるアコースティックバージョンのミュージック・ビデオも制作された。
- オリコンチャート初登場1位を獲得。「LOVE & TRUTH」以来2作ぶり、通算3作目の首位獲得を果たした[4]。
- また、同年より集計開始されたBillboard Japan Hot 100と、Billboard JAPAN Top Singles Salesでも首位獲得を果たした[1]。
- SUMMER SONGのPVには岡本杏理と林遣都が出演している。

## 収録曲
| 全作曲: YUI。 |                                         |      |            |              |      |
| #             | タイトル                                | 作詞 | 作曲・編曲 | 編曲         | 時間 |
| 1.            | 「SUMMER SONG」                         | YUI  | YUI        | northa+      | 3:30 |
| 2.            | 「Oh My God」                           | YUI  | YUI        | northa+      | 2:47 |
| 3.            | 「Laugh away 〜YUI Acoustic Version〜」 | YUI  | YUI        | YUI、northa+ | 4:16 |
| 4.            | 「SUMMER SONG 〜Instrumental〜」        |      | YUI        | northa+      | 3:30 |

### 解説
1. SUMMER SONG
「Laugh away」の続編として制作され、同一のストーリーを女性目線の気持ちで書かれている[1][2][3][4]。
2. Oh My God
3. Laugh away 〜YUI Acoustic Version〜
4. SUMMER SONG 〜Instrumental〜

## 参加ミュージシャン
- YUI：Vocal & Chorus (#1〜3)、Guitar (全曲)、Kuchibue (#2)

Support Musician
- 鈴木Daichi秀行：Guitar & Programming & Bass (#1,2,4)

## 収録アルバム
- HOLIDAYS IN THE SUN (#1)
- MY SHORT STORIES (#2)
- ORANGE GARDEN POP (#1)
- ずっと好きでした。presented by 胸キュンスカッと (#1)
- SUMMER TRIP (#1)